# La Grève du Bas-Butin, Honfleur
La Grève du Bas-Butin, Honfleur est une peinture à l'huile sur toile (67 × 78 cm) réalisée en 1886 par le peintre Georges-Pierre Seurat. Elle représente la plage solitaire du Bas-Butin, à l'ouest de Honfleur, sujet de prédilection de nombreux artistes contemporains à l'époque.
Elle est conservée au Musée des Beaux-Arts de Tournai.
Le tableau a été peint lors d'un voyage à Honfleur au cours de l'été 1886, le plan initial étant de réaliser sept toiles du même endroit à différents moments de la journée : matin, après-midi, crépuscule et soir, afin de vérifier la validité des nouvelles techniques de peinture apprises.